# Џејмс Вајт
Џејмс Вајт (енгл. James White; Вашингтон, 21. октобар 1982) бивши је амерички кошаркаш. Играо је на позицијама крила и крилног центра.

## Каријера
У универзитетској каријери играо је за екипе Флориде (2001–2002) и Синсинатија (2003–2006).
На НБА драфту 2006. као 31. пика изабрали су га Портланд трејлблејзерси, након чега су права на њега одмах мењана у Индијана пејсерсе. Тамо није успео да уђе у састав за регуларну сезону, након чега је потписао за Сан Антонио спарсе.
Уз Спарсе (сезона 2006/07), у НБА лиги је играо још за Хјустон рокетсе (2008/09) и Њујорк никсе (2012/13). У дресу Спарса наступао је у шест утакмица регуларне сезоне, за Рокетсе је у игру ушао у четири утакмице регуларне сезоне и пет плејофа, а за Никсе је уз просек из регуларне сезоне од 2,19 поена за 7,6 минута наступао у 57 утакмица регуларне сезоне и у четири плејофа.
Те године кад је играо за Никсе, Вајт је уједно наступао на такмичењу у закуцавањима на НБА Ол-стар викенду у Хјустону.
У професионалној каријери наступао је још за Остин торосе, Анахејм арсенал, Фенербахче Улкер, Спартак Санкт Петербург, Динамо Сасари, Скаволини Пезаро и Ређо Емилију.
У сезони 2014/15. наступао је у дресу УНИКС Казања. У Евролиги је имао просек од 10 поена, 4,9 скокова и 0,7 асистенција, у Еврокупу је био на просеку од 13,4 поена, 3,3 скока и 1,4 асистенције, а у ВТБ лиги је просечно бележио 9,0 поена, 3,8 скока и 1,8 асистенције.
За сезону 2015/16. је потписао уговор са загребачком Цедевитом.

## Успеси

### Клупски
- Сан Антонио спарси:
  - НБА (1): 2006/07.
- Фенербахче Улкер:
  - Првенство Турске (1): 2007/08.
- Ређана:
  - ФИБА Еврочеленџ (1): 2013/14.
- Цедевита:
  - Првенство Хрватске (1): 2015/16.
  - Куп Хрватске (1): 2016.

### Појединачни
- Победник такмичења у закуцавањима на Ол-стару Првенства Турске (1): 2008.
- Друга постава идеалног тима НБА развојне лиге (1): 2008/09.
- Учесник Ол-стар утакмице НБА развојне лиге (1): 2009.
- Учесник Ол-стар утакмице Првенства Италије (3): 2011, 2012, 2014.
- Учесник Ол-стар утакмице Првенства Русије (1): 2010.